# Мелфида
Мелфида је личност из грчке митологије.

## Митологија
Мелфида је била Молотова или Молова жена и са њим имала сина Мериона. Њу је поменуо Хигин.